# セシリア・アーン
セシリア・アーン（Cecilia Arne、1712年2月7日受洗 - 1789年10月6日）は、イギリスのソプラノ歌手。作曲家トマス・アーン夫人で、夫の曲の主要な歌手だった。結婚前の姓はヤング（Young）。

## 生涯
セシリア・ヤングはロンドンで生まれた。父のチャールズ (Charles Young (musician)) はロンドンのオールハローズ教会 (All Hallows-by-the-Tower) のオルガニストだった。ヤング家は女性歌手を輩出し、妹のイザベラ (Isabella Lampe) もソプラノ歌手、エスター (Esther Young) はアルト歌手だった。さらに姪のイザベラ (Isabella Young) 、エリザベス (Elizabeth Young (contralto)) 、ポリー (Polly Young) も歌手になった。
フランチェスコ・ジェミニアーニに学び、1730年に演奏会で歌手としてデビュー、1732年から翌年にかけてジョン・フレデリック・ランプおよびジョン・クリストファー・スミスの作品で英語オペラの歌手としてデビューした。
1735年、コヴェント・ガーデン劇場でヘンデルの『アリオダンテ』（ダリンダ役）と『アルチーナ』（モルガナ役）の2つのオペラで歌った。当時ヘンデルはライバルの貴族オペラに主要な歌手を引きぬかれており、主役以外はイギリス人歌手を使う割合が増えていった。翌1736年の頌歌『アレクサンダーの饗宴』でも歌った。
1737年3月15日にトマス・アーンと結婚した。翌1738年にドルリー・レーン劇場で上演されたトマス・アーンの代表作『コーマス』ではサブリナ役で歌っている。
1739年には再びヘンデルのオラトリオ『サウル』でメラブ役を歌った。
1740年にプリンス・オブ・ウェールズのフレデリック・ルイス夫妻の前でトマス・アーンの『パリスの審判』と『アルフレッド』（ルール・ブリタニアを含む）が初演されたときにも歌っている。
1742年から1744年にかけて夫とともにダブリンに滞在した。同時期にヘンデルおよびトマス・アーンの妹のシバー夫人（スザンナ・マリア・シバー）もダブリンに滞在しており、ヘンデルはセシリアとシバー夫人によるオール・ヘンデル・プログラムを鑑賞したようである。ダブリンにはこの後1748-1749年、1755-1762年にも滞在し、しばしばヘンデル作品を再演している。
ロンドンに戻ってからは再びドルリー・レーンで歌った。1745年には『アルフレッド』の公開初演で歌った。同年ヴォクソール・ガーデンズと契約し、ここでも夫の曲を歌った。
しかし1740年代後半以降は歌手としての活動は低調になり、トマス・アーンの曲は1754年の『イライザ』で歌ったのが最後になった。トマス・アーンの曲はその教え子たちが歌うようになった。
トマス・アーンとの夫婦生活は破綻をきたし、1755年のダブリン滞在時にセシリアとその姪のポリーをアイルランドに残したまま夫のみがロンドンに帰ってしまった。
1778年の夫の没後は姪のポリーの夫であるバルテレモン家に住んだ。1789年にヴォクソールのバルテレモン家で没した。トマス・アーンとは晩年に和解し、一人息子の作曲家マイケル・アーン (Michael Arne) を残している。